# Okręg Lebern
Lebern (niem. Bezirk Lebern) – okręg w Szwajcarii, w kantonie Solura, w jednostce administracyjnej (Amtei) Solura-Lebern (Solothurn-Lebern). Siedziba okręgu znajduje się w miejscowości Grenchen.  
Okręg składa się z 15 gmin (Gemeinde) o powierzchni 117,17 km² i o liczbie mieszkańców 47 179.

## Gminy
1. Balm bei Günsberg
2. Bellach
3. Bettlach
4. Feldbrunnen-St. Niklaus
5. Flumenthal
6. Grenchen
7. Günsberg
8. Hubersdorf
9. Kammersrohr
10. Langendorf
11. Lommiswil
12. Oberdorf
13. Riedholz
14. Rüttenen
15. Selzach

## Zmiany administracyjne
- 1 stycznia 2011
  - przyłączenie gminy Niederwil do gminy Riedholz